# Monsters (All Time Low)
Monsters è un singolo del gruppo musicale statunitense All Time Low, pubblicato il 3 aprile 2020 come quarto singolo estratto dall'ottavo album in studio Wake Up, Sunshine.
Il singolo ha vinto gli iHeartRadio Music Awards come "canzone alternative dell'anno".

## Tracce
1. Monsters (feat. blackbear) – 2:59

## Premi
iHeartRadio Music Awards
- Canzone alternative dell'anno[8]

## Versione con Demi Lovato
Il 4 dicembre 2020 è stata pubblicata una versione del brano realizzata con la partecipazione della cantante statunitense Demi Lovato.

### Pubblicazione
I tre artisti hanno anticipato la collaborazione condividendo sui social media stesse immagini. Il giorno successivo è stata ufficialmente annunciata, confermando che si sarebbe trattato di una nuova versione di Monsters.

### Tracce
1. Monsters (feat. Demi Lovato, blackbear) – 2:54

### Successo commerciale
La versione di Monsters insieme a Demi Lovato è diventata la prima numero uno degli All Time Low nella Alternative Airplay, restando al primo posto per diciotto settimane a partire da settembre 2020.

### Classifiche
| Classifica (2020) | Posizione massima |
| ----------------- | ----------------- |
| Stati Uniti       | 55                |